# Class 04
De Class 04 is een Britse rangeerlocomotief met dieselmechanische aandrijving die gebouwd is tussen 1952 en 1962 en diende als voorbeeld voor de Class 03 die door British Railways zelf werd gebouwd. Het eerste exemplaar, de DS 1173, is echter in 1948 gebouwd als dienstvoertuig voor Southern Railways voor rangeerdiensten in het depot van Hither Green, totdat ze als D2341 op de lijst van regulier materieel werd geplaatst in 1967. De locomotieven werden geleverd door Drewry Car Co., die destijds (en voor het grootste deel van haar bestaan) niet beschikte over een eigen productielijn. Drewry liet de locomotieven dan ook bouwen bij verschillende fabrieken. De eerste series, inclusief de DS 1173, werden gebouwd door Vulcan Foundry, de latere door Robert Stephenson and Hawthorns.

## Ontwikkeling
Duidelijk herkenbaar is een ontwikkeling van de 0-4-0DM locomotieven gebouwd door Andrew Barclay en de Drewry/Vulcan Foundry begin jaren 40, naar de Class 04. Het ontwerp ontwikkelde zich tijdens de bouw, maar dit bleef beperkt tot veranderingen in de grootte van de ramen en de doorsnee van de wielen. Voor de eerste Class 04 waren verschillende gelijksoortige locomotieven gebouwd en daarnaast werden dergelijke locomotieven gebouwd voor industrieel gebruik.

## Op de tramweg
De eerste vier exemplaren (11100-3 later D2200-3) waren voorzien van beplating aan de zijkant en een "koeienvanger" voor gebruik op de Wisbech and Upwell Tramway en in de haven van Yarmouth. De volgende serie verschilde van de eerste door een conische uitlaat in plaats van een rechte pijp, en door de geronde ramen in plaats van de rechthoekige van de eerste serie. Toch werden, minstens twee (11111/D2210 en 11113/D2212) uitgerust met "koeienvangers" en beplating voor gebruik op de tramweg in de haven van Ipswich. Vanaf de 11115/D2215 werden de kleine zijramen van de cabine vervangen door een groter zijraam waarbij het achterste deel geopend kon worden.

## Techniek
Mechanisch waren ze identiek aan Class 03, met dezelfde 24 liter Gardner motor, 5-versnellingsbak en dezelfde indeling. Ze hadden een vlakke motorkap van voor tot aan de cabine achteraan, terwijl de Class 03 een oplopende kap heeft in verband met de grotere brandstoftank. De cabine heeft een rond dak dat onder een hoek op de wanden rust terwijl de Class 03 gebogen dakranden heeft. De cabine-indeling is bijna symmetrisch zodat de machinist aan beide zijden kan werken.

## Gebruik
De Class 04 werd gebruikt op het hele net van British Railways, maar een sterke terugval in het rangeerwerk leidde tot een fors overschot aan rangeerlocomotieven. Hierdoor werd besloten tot het aanhouden van één type, de Class 03, voor de lichte rangeerdienst en de Class 08 en 09 voor het zwaardere werk.
De Class 04 werd eerder uitgerangeerd dan de Class 03, namelijk tussen 1968 en 1971, met nog een exemplaar, de D2289, in dienst in Italië.

## Historisch materieel
18 exemplaren van de Class 04 zijn behouden, hoewel er tot 2003 nog een 19e exemplaar was, dat is gesloopt.
| Nummer | Afbeelding | Bouwjaar   | Oorspronkelijke allocatie | Huidige eigenaar            | Huidige locatie                               | Status         | Opmerkingen |
| ------ | ---------- | ---------- | ------------------------- | --------------------------- | --------------------------------------------- | -------------- | --- |
| D2203  |            | 19/07/1952 |                           |                             | Embsay & Bolton Abbey Steam Railway           |                | |
| D2205  |            | 14/03/1953 | Thornaby                  | Heritage Shunters Trust     | Rowsley South, Peak Rail                      | Buiten gebruik | Reed in de Middlesbrough Docks gedurende de hele diens, verkocht aan het havenbedrijf in 1969. In eerste instantie als historisch materieel op de Kent and East Sussex Railway, daarna op de West Somerset Railway. Te koop gezet in april 2012, en verkocht aan Heritage Shunters Trust in oktober 2012 |
| D2207  |            | 14/02/1953 |                           |                             | North Yorkshire Moors Railway                 |                | |
| D2229  |            | 28/11/1955 |                           | Heritage Shunters Trust     | Rowsley South, Peak Rail                      |                | Na verkoop door BR, eigendom van de National Coal Board en gebruikt in de werkplaats van het Manton Wood kolenveld |
| D2245  |            | 12/11/1956 |                           |                             | Battlefield Line                              |                | Was eigendom van de Derwent Valley Light Railway |
| D2246  |            | 06/12/1956 |                           | Devon Diesel Society        | South Devon Railway                           |                | |
| D2267  |            | 20/01/1958 |                           |                             | North Norfolk Railway                         |                | Gesloopt in situ, circa april 2003 |
| D2271  |            |            |                           | West Somerset Railway       | West Somerset Railway                         |                | |
| D2272  |            |            |                           | Heritage Shunters Trust     | Peak Rail                                     |                | |
| D2279  |            |            |                           | East Anglian Railway Museum | East Anglian Railway Museum                   |                | |
| D2280  |            |            |                           | M&GNJRS                     | North Norfolk Railway                         |                | |
| D2284  |            |            |                           | Heritage Shunters Trust     | Peak Rail                                     |                | |
| D2298  |            | 1960       |                           |                             | Buckinghamshire Railway Centre                |                | |
| D2302  |            |            |                           |                             | D2578 Locomotive Group, Moreton Business Park |                | |
| D2310  |            |            |                           |                             | Battlefield Line                              |                | |
| D2324  |            |            |                           |                             | Barrow Hill Roundhouse                        |                | |
| D2325  |            |            |                           |                             | Mangapps Railway Museum                       |                | |
| D2334  |            |            |                           |                             | Churnet Valley Railway                        |                | |
| D2337  |            |            |                           | Heritage Shunters Trust     | Peak Rail                                     |                | |

## Fictie
De "Tramweg" Class 04-locomotieven vormden de basis voor de locomotief "Mavis" uit de spoorweg serie Thomas and Friends geschreven door W.V. Awdry en de gelijknamige tv-serie. In dit verband heeft een Class 04 in het Mangapps Railway Museum het nummer 11104.